# Сандайка
Сандайка — село в Тяжинском районе Кемеровской области. Входит в состав Ступишинского сельского поселения.

## География
Центральная часть населённого пункта расположена на высоте 162 метров над уровнем моря.

## Население
По данным Всероссийской переписи населения 2010 года, в селе Сандайка проживает 244 человека (112 мужчины, 132 женщины).